# Matra
A Mecanique-Aviation-TRAction, vagy röviden Matra egy francia cég, amely autókat, kerékpárokat, repülőgépeket és fegyvereket gyártott. 1994 óta a Lagardère Group leányvállalata, és e név alatt működik.

## A motorsportban
Az 1960-as évek közepén a Matra sikereket ért el Formula–3-ban és a Formula–2-ben az MS5 autóval. Jacky Ickx 1967-ben lenyűgöző teljesítményt nyújtott, a német nagydíjon. A belga a harmadik leggyorsabb lett az időmérő edzésen, amelyen Formula–1-es autók is részt vettek. 8:14-es idő futott az 1600 köbcentis F2-es Matra MS5-tel, ezzel több 3000 köbcentis F1-es autót is megelőzött. (A verseny kiesett a felfüggesztés eltörése miatt)

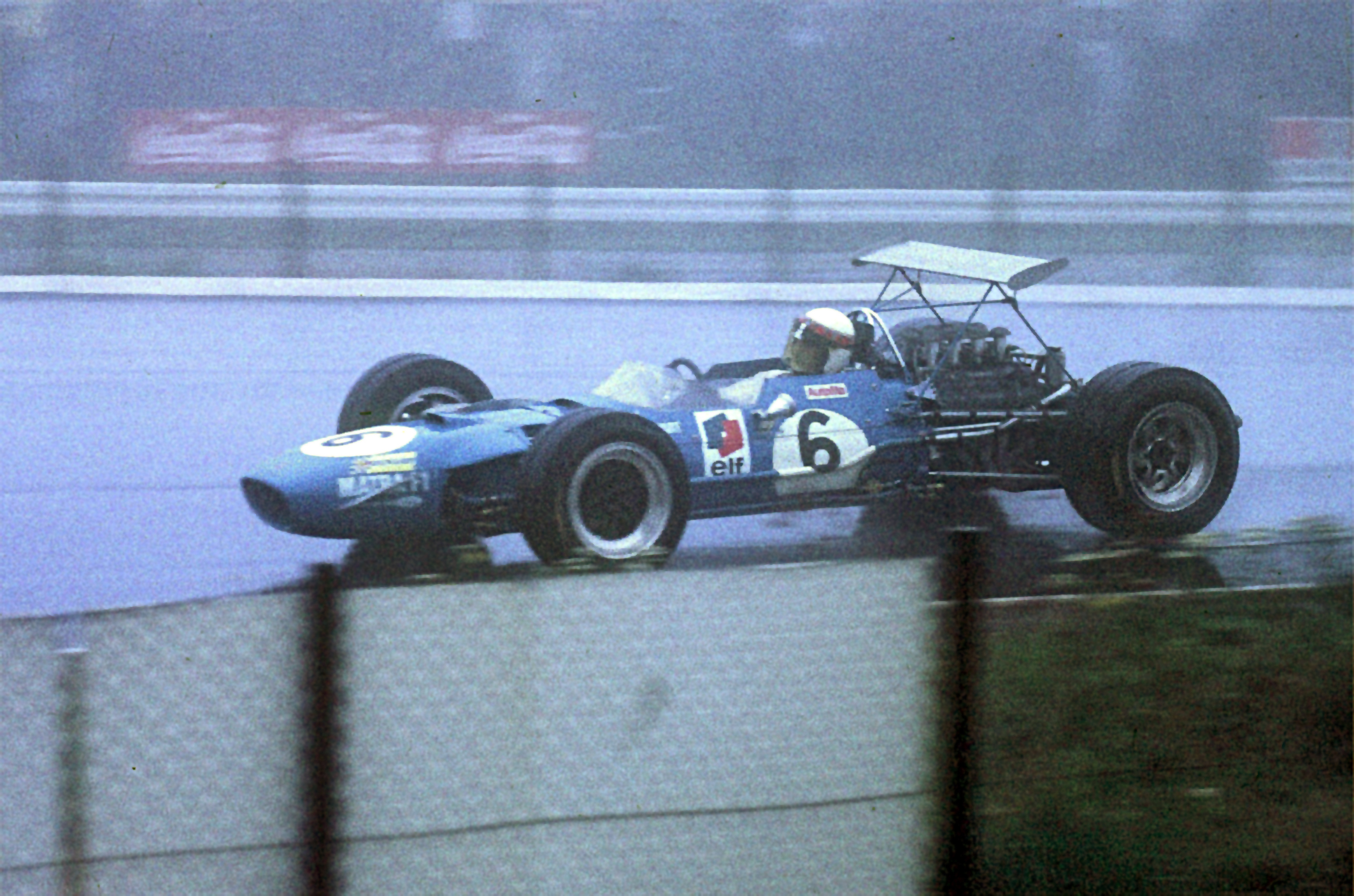
Stewart a '68-as német nagydíjon

A Matra 1968-ban a Formula–1-ben nevezett saját csapatával, de Ken Tyrrell is Matra autókal indult. Tyrrell autóit a Cosworth DFV motorokkal szerelte fel, Jackie Stewart három versenyen győzött az idényben, az utolsó futamig esélyes volt a bajnoki címre a Matra MS10-zel.
Az autó legfőbb újítása az eltérő szerkezetű üzemanyagtankja volt, amelyet a repülésből vettek át. Az autó ennek köszönhetően 15 kg-mal könnyebb lett. (az FIA veszélyesnek tartotta ezt a technológiát és 1970-ben betiltotta)
1969-ben a Matra visszavonta gyári csapatát, és a sikeresebb Tyrrell csapatra fókuszáltak csak. Stewart könnyedén megszerezte a bajnoki címet a Matra MS80-nal. Elsőként szerzett a sportágban bajnoki címet francia konstruktőr. Látványos teljesítmény hogy ez már a második eltöltött évben sikerült.
A Lotus és a McLaren mellett a Matra is kísérletezett a négykerék-meghajtással 1969-ben, Johnny Servoz-Gavinnak sikerült egyedül pontot szereznie egy ilyen autóval, a Matra MS84-gyel.

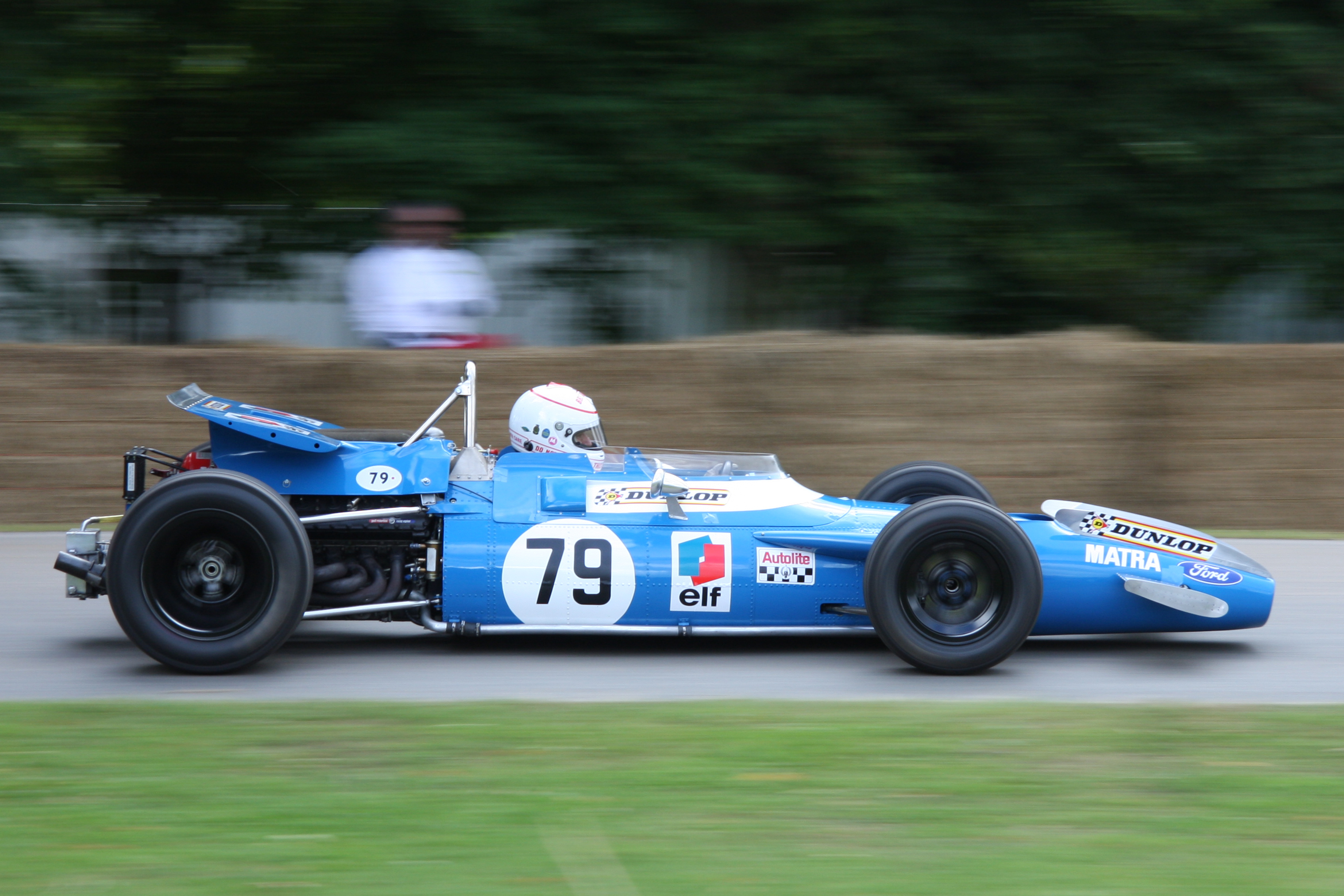
A Matra MS80

A Matra a Simca (az amerikai Chrysler leányvállalata) partnere lett, amely nem engedte meg, hogy a jövőben a Ford Cosworth motorral induljanak. 1970-ben a Matra a Simcával történt szerződés miatt a Tyrrellt a Matra V12-es motor használatára kérte. A Tyrrell költségvetésének nagy részét a Ford biztosította, valamint a francia állami tulajdonban lévő Elf olajipari cég szerződésben állt a Renault-val, amely kizárta a Simcával való együttműködést.

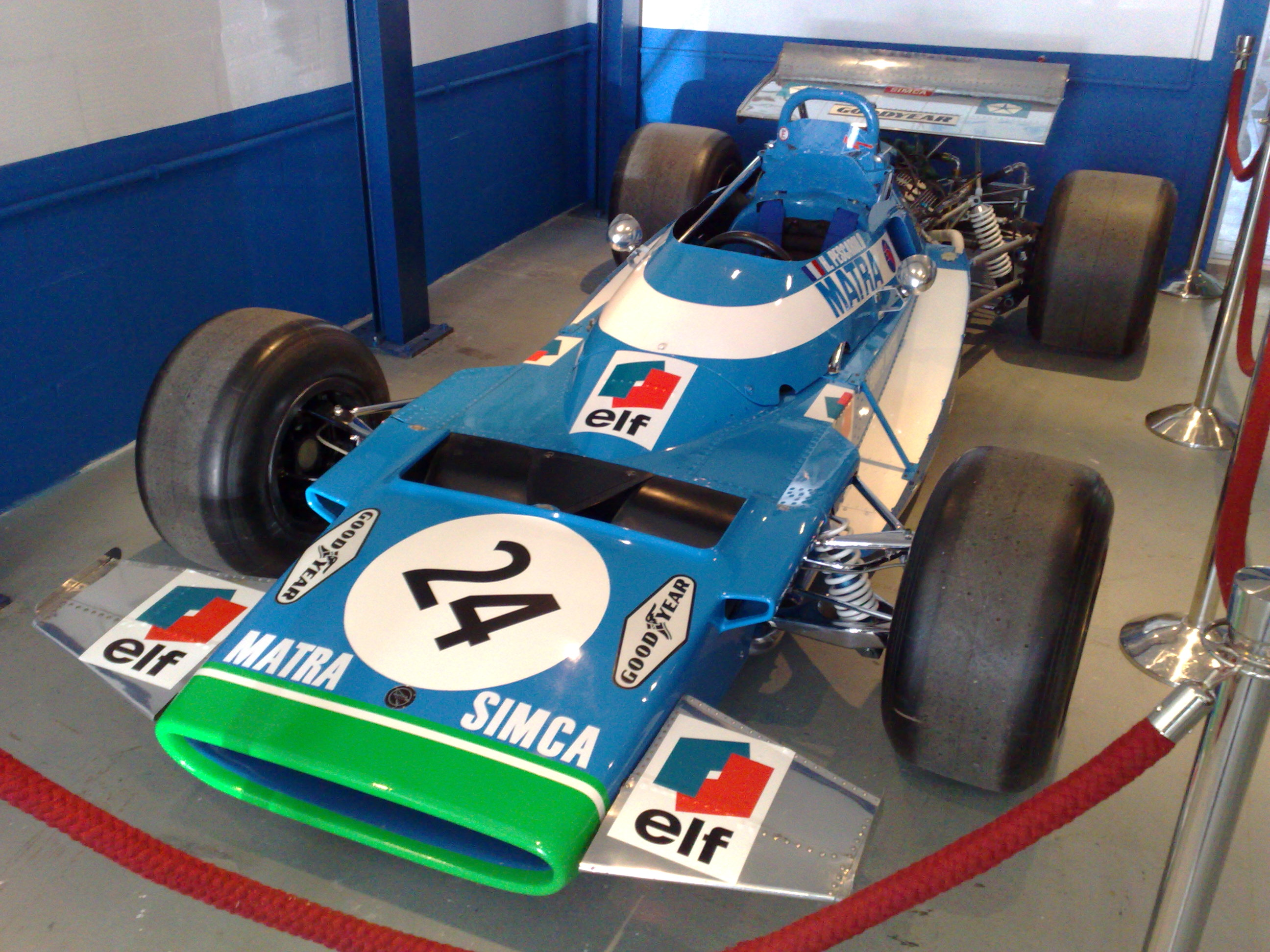
A Matra MS120, amellyel Chris Amon megnyerte az 1971-es nem világbajnoki argentin nagydíjat

A Tyrrell és a Matra kapcsolata így véget ért, Ken Tyrrell saját autót épített, míg a Matra újra gyári csapatával és a V12-essel motorral vett részt a versenyeken, 1972-ig, de világbajnoki versenyeken futamgyőzelmek nem születtek.
A Matra motort szállított a Ligier-nek 1976-tól 1978-ig és 1981-től 1982-ig. Jacques Laffite egy győzelmet aratott a Ligier-Matrával.
A cég sikeres volt a sportautóversenyeken: 1972 és 1974 között három Le Mans-i 24 órás versenyt nyertek a Matra 670-essel, míg a Sportautó világbajnokságban 1973-ban és 1974-ben győztek.

## Eredményei

### Teljes Formula–1-eredménylista
Jelmagyarázat:  D =Dunlop, G =Goodyear
(táblázat értelmezése)
| Év   | Csapat                      | Modell                                | Motor                  | Gumi | Versenyzők           | 1   | 2   | 3   | 4   | 5   | 6   | 7   | 8   | 9   | 10  | 11  | 12  | 13  | Pont | Helyezés |
| ---- | --------------------------- | ------------------------------------- | ---------------------- | ---- | -------------------- | --- | --- | --- | --- | --- | --- | --- | --- | --- | --- | --- | --- | --- | ---- | -------- |
| 1967 |                             |                                       |                        |      |                      | RSA | MON | NED | BEL | FRA | GBR | GER | CAN | ITA | USA | MEX |     |     | 0    | -        |
| 1967 | Matra Sports                | Matra MS7                             | Ford soros-4           | D    | Johnny Servoz-Gavin  |     | Ki  |     |     |     |     |     |     |     |     |     |     |     | 0    | -        |
| 1967 | Matra Sports                | Matra MS7                             | Ford soros-4           | D    | Jean-Pierre Beltoise |     | Nk  |     |     |     |     |     |     |     | 7   | 7   |     |     | 0    | -        |
| 1968 |                             |                                       |                        |      |                      | RSA | ESP | MON | BEL | NED | FRA | GBR | GER | ITA | CAN | USA | MEX |     | 45   | 3.       |
| 1968 | Matra Sports                | Matra MS11 Matra MS7                  | Matra V12 Ford soros-4 | D    | Jean-Pierre Beltoise | 6   |     | Ki  | 8   | 2   | 9   | Ki  | Ki  | 5   | Ki  | Ki  | Ki  |     | 45   | 3.       |
| 1968 | Matra Sports                | Matra MS11 Matra MS7                  | Matra V12 Ford soros-4 | D    | Henri Pescarolo      |     |     |     |     |     |     |     |     |     | Ki  | Ni  | 9   |     | 45   | 3.       |
| 1968 | Tyrrell Racing Organization | Matra MS9 Matra MS10                  | Ford Cosworth DFV      | D    | Jackie Stewart       | Ki  | Inj | Inj | 4   | 1   | 3   | 6   | 1   | Ki  | 6   | 1   | 7   |     | 45   | 3.       |
| 1968 | Tyrrell Racing Organization | Matra MS9 Matra MS10                  | Ford Cosworth DFV      | D    | Jean-Pierre Beltoise |     | 5   |     |     |     |     |     |     |     |     |     |     |     | 45   | 3.       |
| 1968 | Tyrrell Racing Organization | Matra MS9 Matra MS10                  | Ford Cosworth DFV      | D    | Johnny Servoz-Gavin  |     |     | Ki  |     |     |     |     |     | 2   | Ki  |     | Ki  |     | 45   | 3.       |
| 1969 |                             |                                       |                        |      |                      | RSA | ESP | MON | NED | FRA | GBR | GER | ITA | CAN | USA | MEX |     |     | 66   | 1.       |
| 1969 | Tyrrell Racing Organization | Matra MS10 Matra MS80 Matra MS84      | Ford Cosworth DFV      | D    | Jackie Stewart       | 1   | 1   | Ki  | 1   | 1   | 1   | 2   | 1   | Ki  | Ki  | 4   |     |     | 66   | 1.       |
| 1969 | Tyrrell Racing Organization | Matra MS10 Matra MS80 Matra MS84      | Ford Cosworth DFV      | D    | Jean-Pierre Beltoise | 6   | 3   | Ki  | 8   | 2   | 9   | 12  | 3   | 4   | Ki  | 5   |     |     | 66   | 1.       |
| 1969 | Tyrrell Racing Organization | Matra MS10 Matra MS80 Matra MS84      | Ford Cosworth DFV      | D    | Johnny Servoz-Gavin  |     |     |     |     |     |     |     |     | 6   | NC  | 8   |     |     | 66   | 1.       |
| 1970 |                             |                                       |                        |      |                      | RSA | ESP | MON | BEL | NED | FRA | GBR | GER | AUT | ITA | CAN | USA | MEX | 23   | 6.       |
| 1970 | Equipe Matra Elf            | Matra-Simca MS120                     | Matra V12              | G    | Jean-Pierre Beltoise | 4   | Ki  | Ki  | 3   | 5   | 13  | Ki  | Ki  | 6   | 3   | 8   | Ki  | 5   | 23   | 6.       |
| 1970 | Equipe Matra Elf            | Matra-Simca MS120                     | Matra V12              | G    | Henri Pescarolo      | 7   | Ki  | 3   | 6   | 8   | 5   | Ki  | 6   | 14  | Ki  | 7   | 8   | 9   | 23   | 6.       |
| 1971 |                             |                                       |                        |      |                      | RSA | ESP | MON | NED | FRA | GBR | GER | AUT | ITA | CAN | USA |     |     | 9    | 7.       |
| 1971 | Equipe Matra Sports         | Matra-Simca MS120B Matra-Simca MS120  | Matra V12              | G    | Jean-Pierre Beltoise |     | 6   | Ki  | 9   | 7   | 7   |     |     |     | Ki  | 8   |     |     | 9    | 7.       |
| 1971 | Equipe Matra Sports         | Matra-Simca MS120B Matra-Simca MS120  | Matra V12              | G    | Chris Amon           | 5   | 3   | Ki  | Ki  | 5   | Ki  | Ki  |     | 6   | 10  | 12  |     |     | 9    | 7.       |
| 1972 |                             |                                       |                        |      |                      | ARG | RSA | ESP | MON | BEL | FRA | GBR | GER | AUT | ITA | CAN | USA |     | 12   | 8.       |
| 1972 | Equipe Matra                | Matra-Simca MS120C Matra-Simca MS120D | Matra V12              | G    | Chris Amon           | Ki  | 15  | Ki  | 6   | 6   | 3   | 4   | 15  | 5   | Ki  | 6   | 15  |     | 12   | 8.       |